# Wachsmalstift

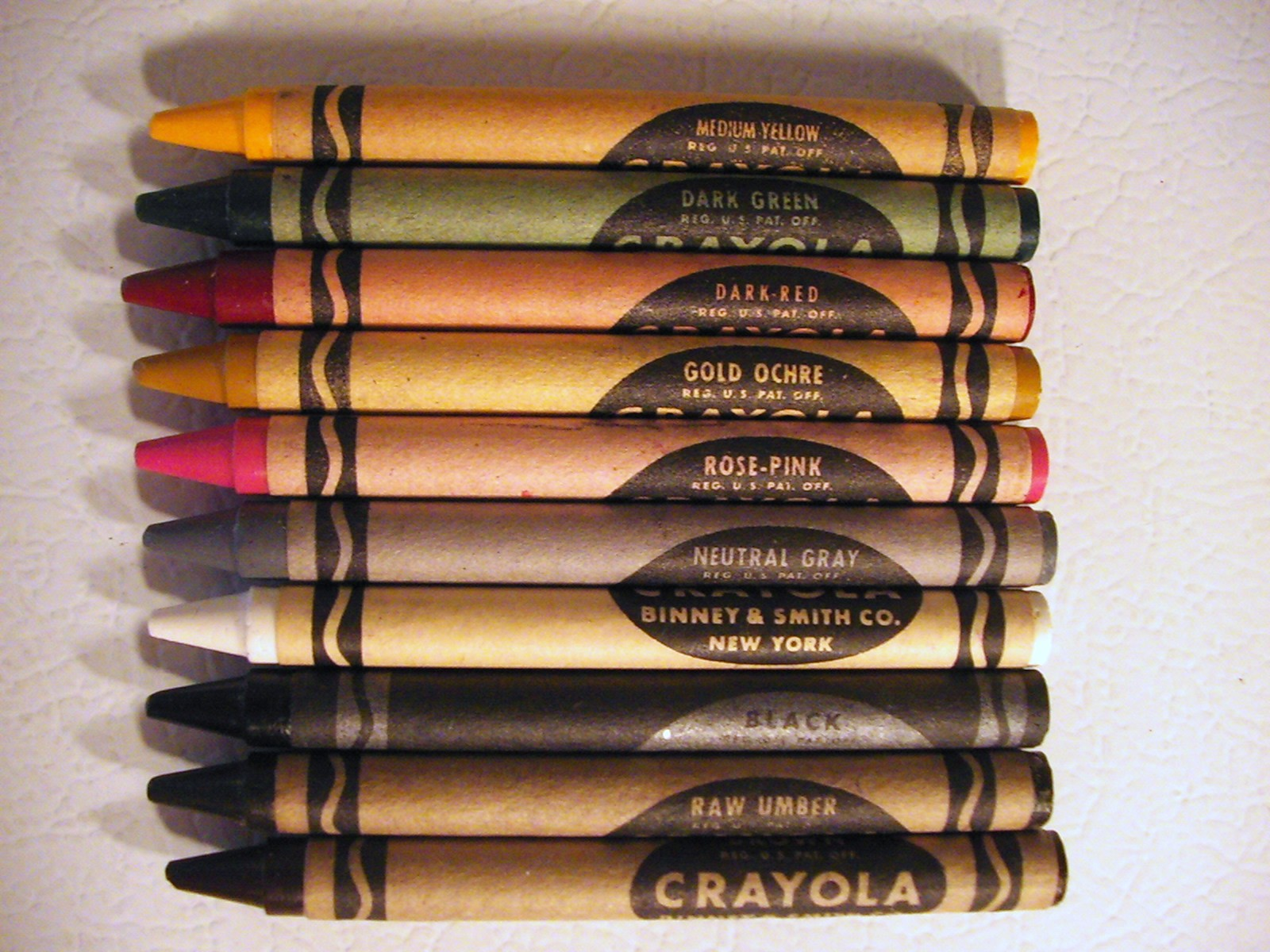
Wachsmalstifte

Ein Wachsmalstift (auch Wachsmalkreide, Wachskreide, Wachsstift, Glasmalkreide, Fettstift oder Fettkreide) ist ein Schreib- und Malwerkzeug aus weichen Wachsverbindungen. Beim Malen bleibt ein sichtbarer Wachsfilm auf dem Untergrund zurück. Die starke Deckkraft von Wachsmalstiften sorgt für leuchtende Farben. Die Zeichnungen sind weitgehend licht- und wasserfest.

## Geschichte
Als Erfinder gilt der Amerikaner Edwin Binney (1866–1934), der sie zuerst 1903 zusammen mit C. Harold Smith herstellte. Die von ihm gegründete Firma Crayola (früher Binney & Smith Inc) ist heute der weltgrößte Hersteller von Wachsmalstiften.

## Zusammensetzung
Wachsmalstifte und Fettstifte enthalten Wachse als Bindemittel, Farb-Pigmente sowie anorganische Füllstoffe wie z. B. Talkum, Kreide oder Kaolin.
Wasservermalbare Stifte enthalten zusätzlich Emulgatoren. Das unterscheidet die Wachskreiden von Ölkreiden, die wasserfest sind.
Pastellkreide enthält zwar häufig die gleichen Füllstoffe und Pigmente, jedoch kaum Wachs oder Fett, so dass diese fixiert werden muss, um eine Wasser- und Wischfestigkeit zu erreichen.

## Verwendung

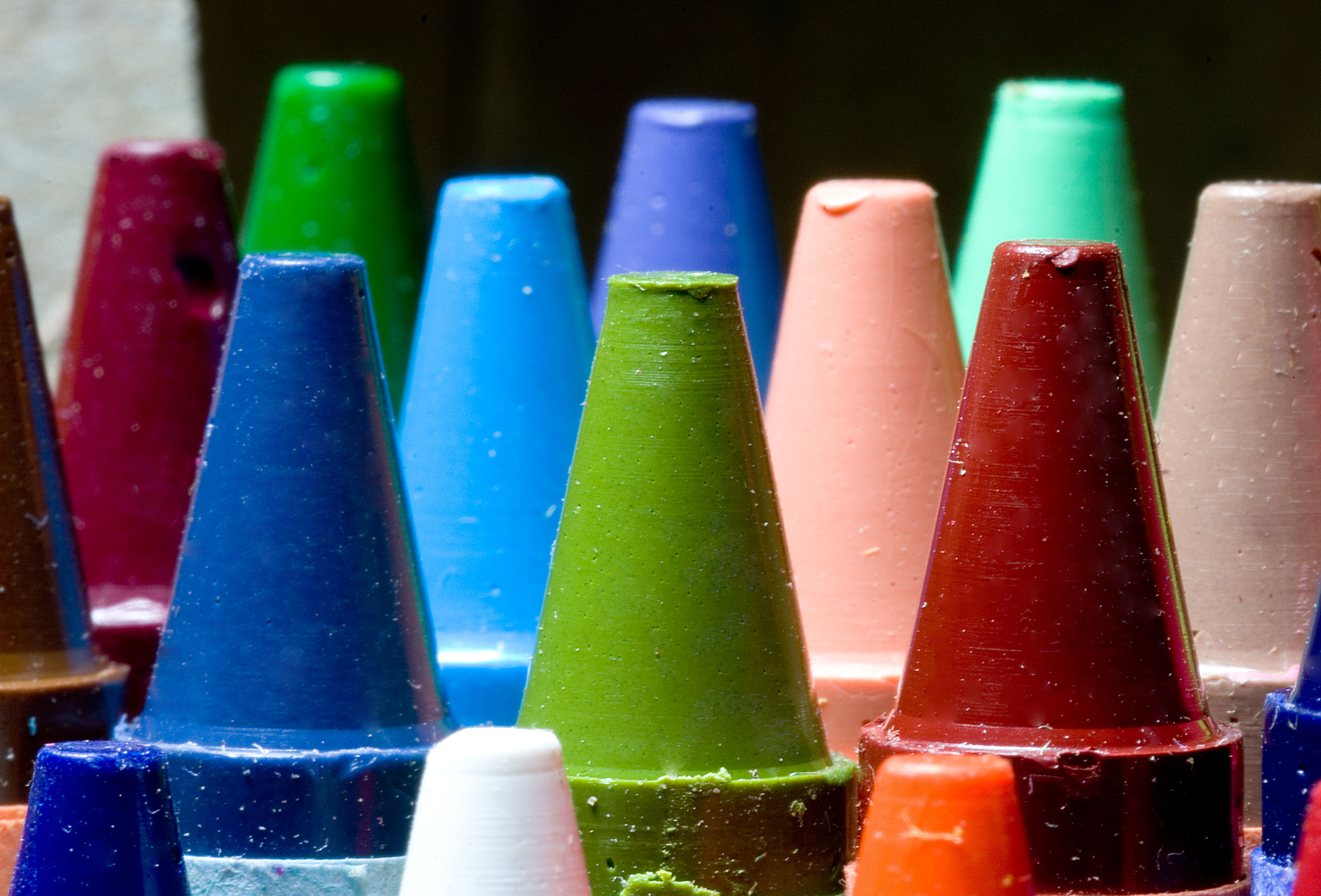
Nahaufnahme der Spitzen von Wachsmalstiften

Neben der gewöhnlichen Verwendung zum Malen und bunten Zeichnen werden mit Wachsmalstiften unter anderem im schulischen Kunstunterricht Kratzbilder hergestellt, indem ein Blatt zuerst vollständig bunt bemalt und dann vollständig schwarz übermalt wird. Die schwarze Schicht wird anschließend teilweise weggekratzt, so dass die darunterliegende bunte Farbschicht sichtbar wird.

## Signierkreiden
Sogenannte (Wachs-)Signier- oder Markierkreiden sind Wachs- oder Ölkreiden bzw. Fettstifte, die in Industrie und Handwerk für die Beschriftung und Markierung auf glatten Oberflächen wie Metall, Keramik, Kunststoff und Glas verwendet werden. Zur künstlerischen Verwendung werden sie auch als Ölkreiden bezeichnet.
Im Gegensatz zu mineralisch gebundenen Tafel- und Silikatkreiden enthalten Signierkreiden auch Wachse oder Fette als Bindemittel, die sie wasserfest machen und stärker am Untergrund haften lassen.
Auch Baukreiden sowie die in Forst- und Bauwirtschaft für Markierungen verwendeten sogenannten Forstkreiden gehören zu den Signierkreiden.
Wachs-Signierkreiden in der Art von Buntstiften, wie z. B. Glasschreiber-Stifte, werden auch als Fettminen-Stifte bezeichnet.
Fett- und wachshaltige Stifte können im Gegensatz zu Filzstiften wie Permanentmarker auch auf schmutzigen, staubigen, rostigen, feuchten, nassen, fettigen und öligen Oberflächen verwendet werden. Auf rauem und porösem Untergrund ist der Verbrauch jedoch hoch. Als Alternative für lange gerade Linien können in manchen Anwendungsfeldern eingefärbte Schlagschnüre verwendet werden.
Je nach Verarbeitung und Zusammensetzung bzw. Wachs- oder Fett-Anteil sind Signierkreiden mehr oder weniger wetterfest und können in feuchtem Zustand an Sichtbarkeit verlieren.